# Tristan Corbière
Édouard-Joachim Corbière (n. 18 iulie 1845 - d. 1 martie 1875) a fost un poet francez.
Prin căutările sale formale, (a folosit printre primii dicteul automat) este considerat precursor al liricii moderne.

## Opera
Volumul Les amours jaunes ("Iubiri galbene") (1873) se remarcă prin lirica disperării și a revoltei, prin obsesia sentimentului mizeriei umane.